# Jean Antoine Meissonnier
Jean Antoine Meissonnier (* 8. Dezember 1783 in Marseille; † 1857 in Saint-Germain-en-Laye) war ein französischer Musikverleger, Gitarrist und Komponist.

## Leben
Antoine Meissonnier wuchs in Marseille auf. Er verließ seine Heimatstadt gegen den Willen seiner Eltern im Alter von 16 Jahren und nahm in Neapel Kompositions- und Gitarrenunterricht bei Interlandi. Hier verfasste er eine komische Oper (La Donna corretta), die in einem Amateurtheater aufgeführt wurde.
Nach einigen Jahren kehrte Meissonnier nach Frankreich zurück und ließ sich in Paris nieder, wo er als Komponist und Musiklehrer tätig war und 1812 (oder 1814) seinen eigenen Musikverlag in der Rue Vivienne in Paris gründete. In dieser Zeit unterrichtete er auch seinen Bruder Jean Racine (geboren 1794 in Marseille, auch bekannt als Meissonnier le jeune und Joseph Meissonnier) im Gitarrenspiel. Dieser trat in den neugegründeten Verlag seines Bruders ein und erwarb 1824 das Musikaliengeschäft von Corbeaux in Paris.
Nach seinem Erstlingswerk in Italien schrieb Antoine Meissonnier in Frankreich Sonaten, Trios, Variationen, Divertissements und Fantasien für Gitarre, die er selbst verlegte, sowie eine Gitarrenschule (Méthode simplifié pour la lyre ou guitare), die bei Sieber in Paris herausgegeben wurde.
Meissonnier widmete sich dem Gitarrenspiel in Paris in einer Zeit, als Künstler wie Ferdinando Carulli (seit 1808 in Paris), Fernando Sor und Dionisio Aguado (beide seit 1826 in Paris) oder Napoléon Coste (seit 1830 in Paris) die Gitarre salonfähig machten. Meissonnier bediente den Bedarf an populären Stücken zum Beispiel mit Gitarren-Arrangements aus der seinerzeit beliebten Oper Le Rossignol von Louis-Sébastien Lebrun und der Ouvertüre von Rossinis Oper Der Barbier von Sevilla.
1839 nahm Meissonnier Jaques Leopold Heugel als Partner in sein Verlagsgeschäft auf und zog sich drei Jahre später, 1842, aus dem aktiven Geschäft zurück. Der Verlag wurde daraufhin in Heugel umbenannt und existierte bis 1980 eigenständig. Danach wurde er als Imprint des Verlagshauses Alphonse Leduc übernommen, das seinerseits seit 2014 zur britischen Music Sales Group (seit 2020 unter dem Namen Wise Music Group) gehört.
Gemeinsam mit Fernando Sor und Matteo Carcassi war Meissonnier ein Verfechter des Kuppen- statt des Nagelanschlages.

## Werke (Auswahl)
- Trois Rondos op. 2 für Gitarre solo, gewidmet M. Carcassi (Schott, London)
- Große Sonate und Rondo (Leduc, Paris)
- 3 Trios für Gitarrae, Violine und Bratsche
- Études progressives, ou Exercices pour la lyre ou guitarre; Digitalisat.
- Quatre Nocturnes pour lyre ou guitare (dedié à Monsieur F. Hadenbrock); Digitalisat.
- Méthode pour giutare ou lyre.
- Canzonette Nr. 1–3, mit Gitarrenbegleitung (1809).